# Meier & Frank
Meier & Frank was een vooraanstaande warenhuisketen opgericht in Portland, Oregon, Verenigde Staten, en later gekocht door The May Department Stores Company. Meier & Frank was van 1857 tot 2006 actief in het noordwesten van de Verenigde Staten.

## Geschiedenis
Meier & Frank werd in 1857 in Portland, Oregon opgericht en in 1966 overgenomen door May Department Stores. May exploiteerde de keten bijna veertig jaar lang als een aparte divisie en breidde de keten in 2001 uit naar Utah, als resultaat van de omzetting van de Zion's Co-operative Mercantile Institution (ZCMI)-winkels van May Company, die in 1999 waren gekocht. In 2002 consolideerde May haar activiteiten met Robinsons-May in North Hollywood, Californië, maar behield de historische naam Meier & Frank in de markten van Oregon, Utah en Washington.
Federated Department Stores, het moederbedrijf van Macy's, nam May over op 30 augustus 2005. Federated ontbond de voormalige divisies van May Company en fuseerde de operationele controle over de Meier & Frank-winkels met Macy's Northwest. Federated besloot de winkelketens die het had verworven via de overname van May – waaronder Meier & Frank – een nieuwe naam te geven: Macy's, en de naamswijziging werd ongeveer een jaar later van kracht. De laatste dag onder de naam Meier & Frank was 8 september 2006. (Het jaar daarop veranderde Federated ook haar naam in Macy's, Inc.)
Het vlaggenschip van het bedrijf was het historische Meier &amp; Frank-gebouw. Deze vestiging werd later Macy's at Meier & Frank Square en sloot in mei 2017. Bij de restauratie van het gebouw werd er weinig aandacht besteed aan de historische details van het interieur. De onderste vijf verdiepingen en de kelder werden in oktober 2007 door Macy's in gebruik genomen, nadat de renovatie van dat deel van het gebouw was afgerond. De negen bovenste verdiepingen werden in 2007-2008 omgebouwd tot een luxehotel, The Nines.

### Oprichting - eind 1800

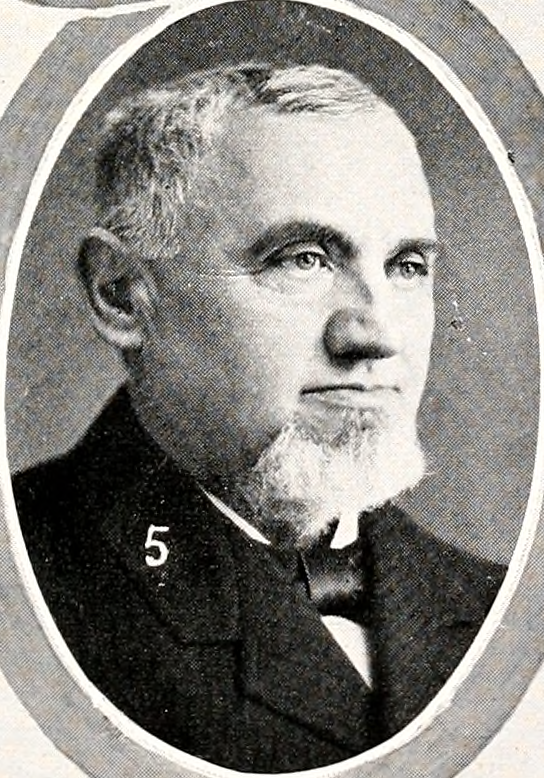
Aaron Meier

In 1857 arriveerde Aaron Meier (1831–1889) op 26-jarige leeftijd in het Oregon Territory en opende een warenhuis van 11 m bij 15 m op Front Street 137 in Portland. Hij was tijdens de Gold Rush vanuit Beieren naar Californië gekomen en bracht een tijd door als rondreizend marskramer in Zuid-Oregon. Hij ging een partnerschap aan met een zekere Mariholtz en begon met de verkoop van goederen die per stoomboot uit San Francisco en in de overdekte wagens over de Oregon Trail arriveerden. Tien jaar later keerde Meier, na de dood van zijn vader, terug naar Ellerstadt (in het huidige Rijnland-Palts), en liet Mariholtz de zaak leiden. Tijdens zijn langdurige verblijf in Ellerstadt trouwde Meier met een lokale vrouw, Jeanette Hirsch (1843-1925), en keerde met haar terug naar Portland. Ondertussen was de winkel in textiel in Portland financieel failliet gegaan, waarmee de samenwerking ten einde kwam. Aaron Meier begon met zijn erfenis van $ 14.000 een nieuwe winkel met een oppervlakte van 7.6 m bij  30.5 m op Front Street 136. In 1870 nam hij Emil Frank (1845-1898) aan en in 1872 Emils jongere broer Sigmund Frank (1850-1910). Een jaar later werd Emil Frank de partner van Meier en werd de winkel bekend als "Meier & Frank".
In 1878 verwoestte een grote brand in Portland 20 blokken in het centrum van de stad, inclusief de winkel. Deze werd onmiddellijk herbouwd. Sigmund Frank werd in 1884 partner in de winkel en trouwde een jaar later met Aarons enige dochter, Fannie Meier (1865-1930). In 1885 bouwde Meier & Frank zijn eigen bakstenen gebouw van twee verdiepingen met een oppervlakte van 30 m bij 61 m, op Taylor Street tussen 1st en 2nd. Twee jaar later, op 29 april, hield de winkel de eerste "Friday Surprise"-uitverkoop.
In 1888 verliet Emil Frank het partnerschap na jaren van sluimerende managementverschillen. Sigmund Frank werd Meiers enige partner, vlak voordat Meier in 1889 overleed. De naam van de winkel bleef dus "Meier & Frank". Sigmund werd de voorzitter en de weduwe van Aaron Meier, Jeannette Hirsch Meier, runde de winkel achter de schermen. Ze had een aantal halfbroers en neven uit Beieren meegenomen om in de winkel te werken.
Tijdens de grote overstroming van 1894 stond het water op straatniveau van Meier & Frank bijna een meter hoog. Klanten werden in roeibootjes naar de winkel gebracht en stapten op verhoogde looppaden om hun boodschappen te doen.

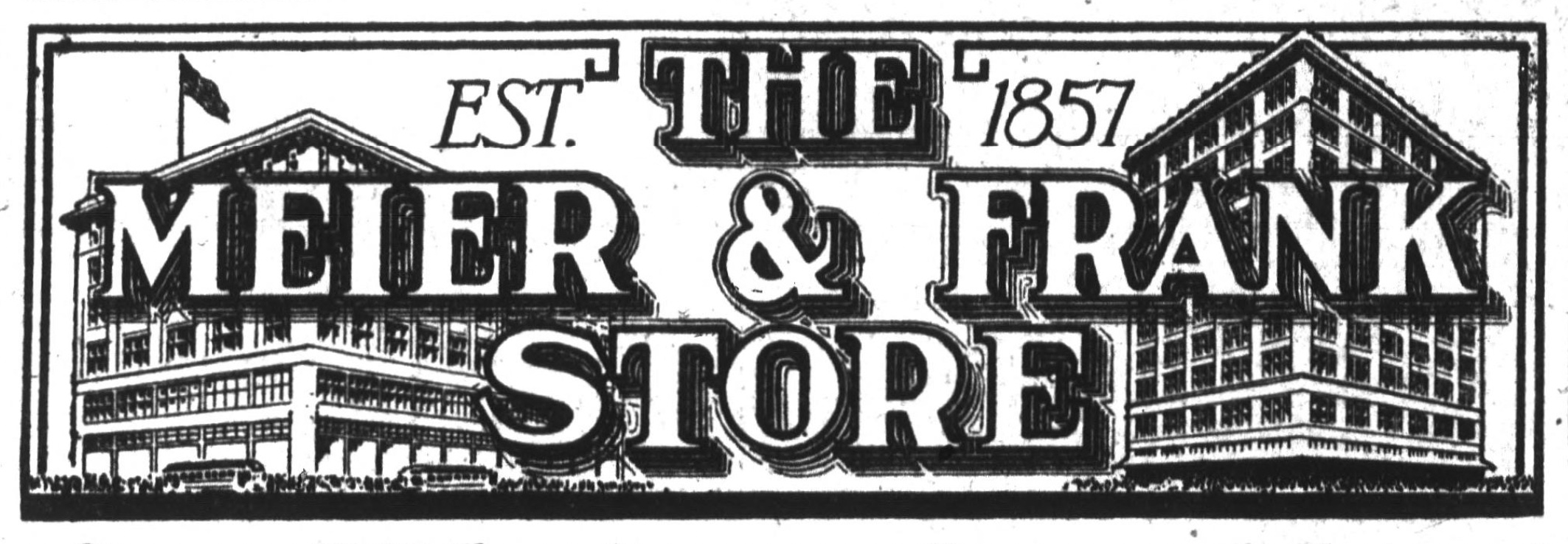
1911 krantenadvertentie

Meier & Frank kwam naar voren als "Een van Amerika's beste winkels" toen het naar het noorden verhuisde in zijn elegante gebouw van vijf verdiepingen op 5th Street (nu 5th Avenue) tussen Alder Street en Morrison Street in 1898. Het gebouw had twee liften en veel mechanische innovaties die nieuw waren aan de Pacifische kust. De opening van het gebouw markeerde de overgang van het oude 'plattelandswinkel'-type naar een modern warenhuis. De "nieuwe look" vertegenwoordigde 11.000 m²  vloeroppervlak, 68 keer meer dan toen Aaron Meier 40 jaar eerder begon. Meier & Frank was het eerste warenhuis dat het concept van de 'geld-terug-garantie' introduceerde, iets wat tot dan toe ongekend was in de verkoop. 

### Begin 1900
Tien jaar later bouwde de winkel een aangrenzende aanbouw van 40 m bij 30 m) met tien verdiepingen en twee kelderverdiepingen, waardoor het de hoogste winkel in de Pacific Northwest is en de enige wolkenkrabber van Portland. Het gebouw werd ontworpen door de architect A.E. Doyle en heeft met zijn witte terracotta buitenkant een designtrend gezet in het centrum van Portland, wat heeft geleid tot de beroemde 'witte muur' op South West Alder Street. Na de dood van Sigmund Frank werd Aaron Meiers oudste zoon Abe Meier (1868-1930) voorzitter en fungeerde als gastheer van de winkel, terwijl zijn jongste zoon, Julius (1874-1937), vice-voorzitter en algemeen directeur werd en de winkel leidde. De groene bezorgwagens van de winkel waren overal in Portland te vinden. Het bedrijf was bereid om aankopen van elke omvang te bezorgen, zelfs een klosje garen.
Het bedrijf leverde de inrichting voor het Fairmount Hotel, dat gebouwd werd om bezoekers van buiten de stad te bedienen tijdens de Lewis and Clark Centennial Exposition van 1905. 

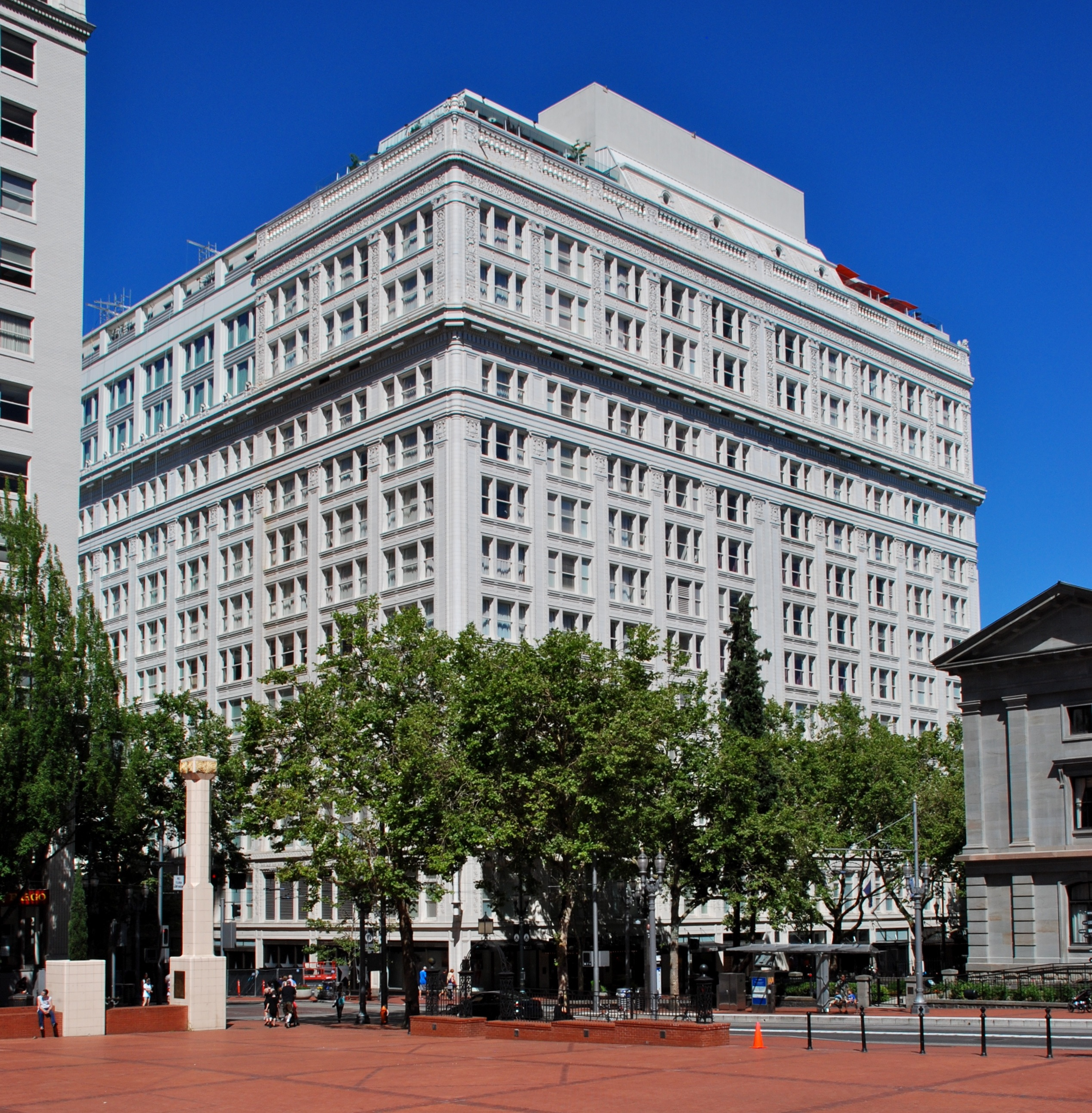
Het Meier & Frank Building, het vlaggenschip van het bedrijf, in het centrum van Portland (in 2014)

In 1913 werd het vijf verdiepingen tellende gebouw aan 5th Street gesloopt en begon de bouw van een nieuw zestien verdiepingen tellend gebouw, dat in 1915 werd geopend. Hierdoor kreeg de winkel 45.000 m² winkelruimte. Meier & Frank was in het begin een van de weinige winkels met een inkoopkantoor in New York. De vertegenwoordigers daar grapten dat er aan de westkust vier grote markten waren: Los Angeles, San Francisco, Seattle en Meier & Frank. In 1920 werd op de hoek van North West 14th Street en 15th Street, tussen Everett Street en Flanders Street, een volledige vierkante garage en opslagruimte van vier verdiepingen hoog geopend. Het Retail Reserve Building, acht verdiepingen hoog, werd in 1923 geopend aan de North West Irving Street tussen 14th Street en 15th Street. Een jaar eerder was het radiostation KFEC van Meier & Frank, met zijn antenne bovenop het 16 verdiepingen tellende gebouw, begonnen met uitzenden vanuit zijn studio op de vijfde verdieping. De slogan van het station was "KFEC--The Meier & Frank Station". 
De president van Meier & Frank, Julius L. Meier, werd als onafhankelijke verkozen tot gouverneur van Oregon en vervulde deze functie van 1931 tot 1935.
Door de gebouwen uit 1909 en 1915 te combineren met de bouw van het laatste kwartblok en het samengevoegde gebouw op te hogen tot 17 verdiepingen, vulden Meier & Frank nu het hele blok dat wordt begrensd door South West  Alder Street, Morrison Street, 5th Street en 6th Street. De lokale bevolking noemde de winkel grappig genoeg "Murphy & Finnigan's". Meier & Frank was een tijdlang het grootste verkooppunt ten westen van de Mississippi en een van de grootste winkels van het land in het begin van de jaren 1930. Toen president Roosevelt overal in het land banken sloot, plaatste Meier & Frank een advertentie op een hele pagina in de krant met één woord: "Vertrouwen". Honderden mensen brachten hun spaargeld naar de winkel om het veilig te bewaren. De winkel schrapte de rente op alle kredietrekeningen van klanten.
Toen Julius Meier in 1937 overleed, werd zijn neef, Aaron (Bud) Meier Frank (1891-1968), voorzitter van de winkel. Hij zou deze functie bijna 40 jaar lang bekleden en werd decennialang de belangrijkste zakenman van Portland.

### Tweede Wereldoorlog
Tijdens de Tweede Wereldoorlog steunde Meier & Frank de geallieerde strijdkrachten: federale ambtenaren noemden de inspanningen van de winkel ter ondersteuning van de oorlog van 1941 tot 1945 het meest opvallende warenhuis van de Verenigde Staten. Meier & Frank besteedde al haar advertentieruimte in de krant aan de verkoop van obligaties; 1207 dagen lang stonden er op de achterpagina van het eerste katern van The Oregonian advertenties, niet om koopwaar te verkopen, maar om de oorlogsinspanning te steunen. De winkel organiseerde de grootste verkoop van oorlogsobligaties in het land: een verkoop ter waarde van 32 miljoen dollar die twee weken duurde in het auditorium van de winkel. 

### Na de oorlog
Na de oorlog voltooide het bedrijf de installatie van het langste doorlopende op- en neergaande roltrapsysteem ter wereld, dat alle verkoopverdiepingen van de winkel bediende en $ 1,5 miljoen kostte. Twee jaar later sloopte Meier & Frank het Portland Hotel en bouwde een parkeergarage met twee verdiepingen op een heel blok ten zuidwesten van de winkel, tussen South West 6th Street, Broadway, Morrison Street en Yamhill Street. Eind jaren 1960 stelden Meier & Frank voor om een parkeergarage van elf verdiepingen in het blok te bouwen. De stad wees dit plan af na een reeks openbare hoorzittingen. Dit voorstel heeft de zakenwereld in het stadscentrum en de stad ertoe aangezet een uitgebreid planningsprogramma voor het stadscentrum op te zetten. In 1984 werd het perceel omgedoopt tot Pioneer Courthouse Square.

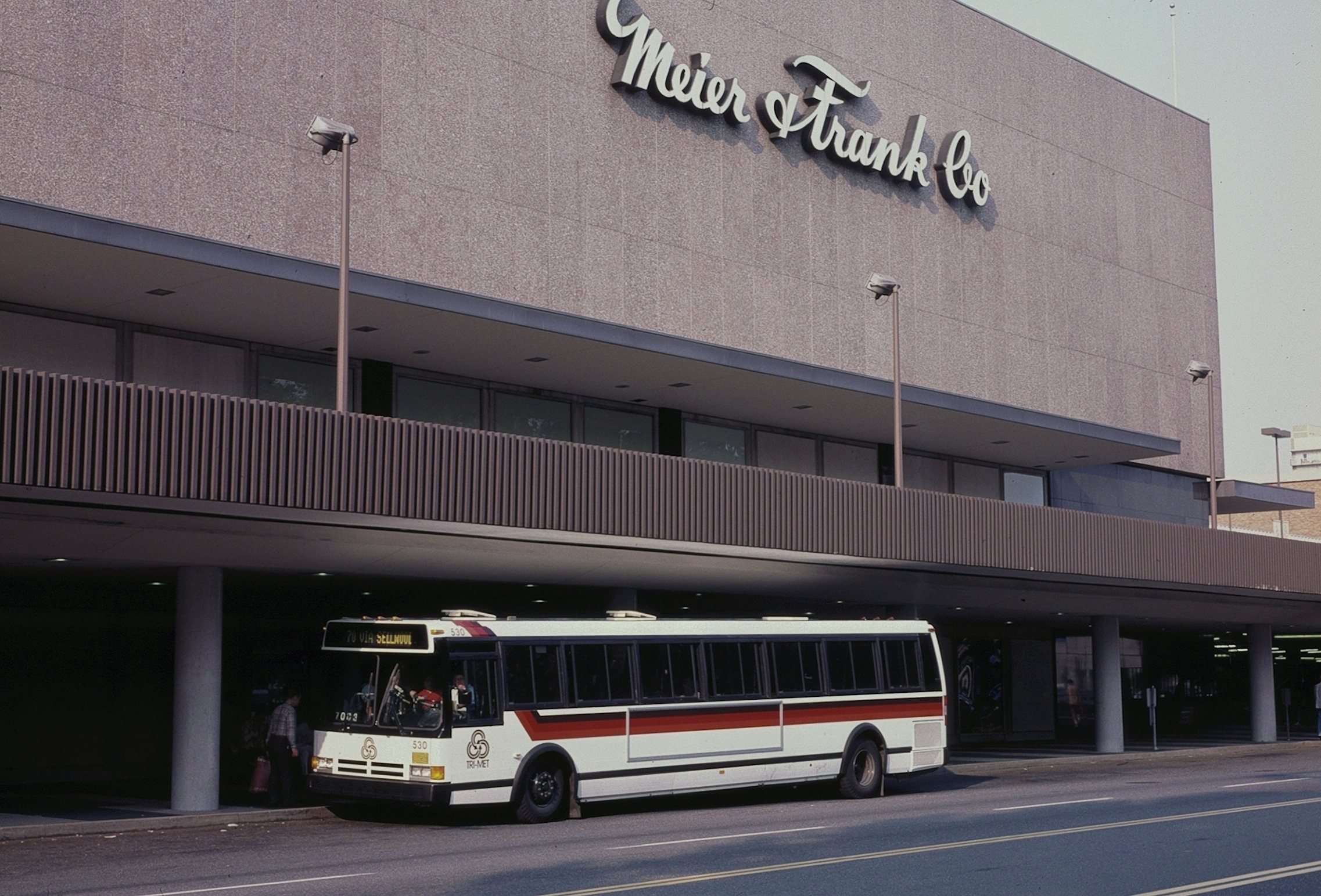
Buitenkant van de Meier & Frank-winkel in Lloyd Center in 1988, voordat het logo van het bedrijf, dat al lang bestond uit cursieve letters, werd veranderd in blokletters

Het eerste filiaal van Meier & Frank, met een oppervlakte van 17.200 m² werd in 1955 geopend in Salem, Oregon, onder leiding en management van Aaron Franks zoon Gerry Frank (1923–2022). Er was parkeergelegenheid voor 1.000 auto's aan de winkelzijde. Vijf jaar later opende Meier & Frank het op één na grootste warenhuis van Oregon (alleen zijn eigen winkel in het centrum was groter) in het noordoosten van Portland, in het nieuwe Lloyd Center, destijds het grootste winkelcentrum ter wereld. De kroonprins van Japan (de latere keizer Akihito) sloot zich aan bij de hoogwaardigheidsbekleders die de openingsfestiviteiten bijwoonden. 
Van 1964 tot 1966 brak er een strijd binnen de familie uit, toen aandeelhouders twee mogelijke overnameaanbiedingen voor de winkel overwogen: één, gesteund door Aaron Frank, om de winkel voor contant geld te verkopen aan Carter Hawley Hale Stores, en de andere, gesteund door Jack Meier (de zoon van Julius Meier) (1912-1988), om de winkel voor aandelen te verkopen aan May Department Stores. Leden van de families Meier, Frank en Hirsch bezaten de meeste aandelen van het bedrijf. Na een langdurige en felle strijd besloten de families uiteindelijk om de winkel in 1966 aan May te verkopen. Jack Meier werd toen directeur van de winkel. 
Van 1969 tot 2004 opende Meier & Frank winkels in het Valley River Center in Eugene (1969), Washington Square in Progress (nu onderdeel van Tigard) (1973), Vancouver Mall in Vancouver, Washington (1977), Clackamas Town Center net buiten Portland (1980 en 2002), Medford (1986) en Tanasbourne in Hillsboro (2004). 
In 1990 boekte het bedrijf een netto detailhandelsomzet van $ 284 miljoen en het cijfer voor de gemiddelde omzet per vierkante voet was $149. Gemeten in winkeleenheden was Meier & Frank ongeveer vier keer kleiner dan zijn grootste concurrent binnen de May Department Stores-familie, maar de gemiddelde omzet per vierkante meter was de op twee na hoogste: een benijdenswaardige $ 225 per vierkante voet eind jaren 1990. 

### Transitie

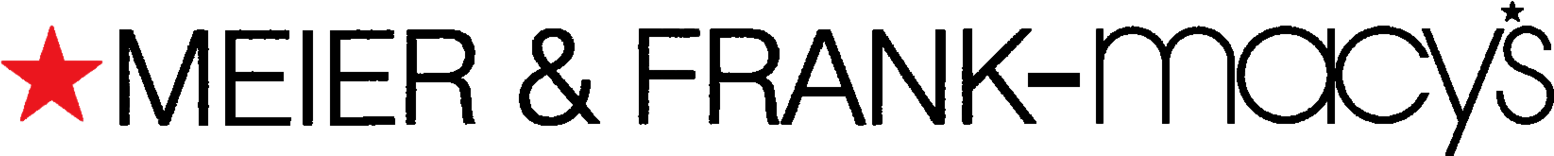
Meier & Frank-Macy's transitielogo

In 2001 veranderde May de naam van haar Zion's Co-operative Mercantile Institution (ZCMI)-winkels in Utah in Meier & Frank. Een jaar later fuseerden de activiteiten van Meier & Frank met de Robinsons-May-divisie in Los Angeles, waarbij de naam behouden bleef. In 2005 kocht Federated Department Stores, het moederbedrijf van Macy's, May Department Stores en kondigde aan dat de winkel (en vele andere warenhuisnamen van Federated) de naam "Macy's" zouden krijgen. In 2001 nam Federated de naam van zijn grootste divisie aan en werd Macy's, Inc. Aan het einde van de handelsdag op 8 september 2006 werd het gebruik van de naam Meier & Frank officieel stopgezet, en de volgende dag werden alle overgebleven winkels omgedoopt tot Macy's.

## Restaurants
Meier & Frank exploiteerde ook verschillende restaurants in of nabij haar winkels, maar deze zijn inmiddels allemaal gesloten. De vierkante meters die restaurants in hun vestiging nodig hadden, konden beter worden gebruikt voor de verkoop of opslag van goederen. Eind jaren 1990 was het financieel niet langer zinvol om te concurreren met het toenemende aantal eetgelegenheden en met de marketinginspanningen van winkelcentra en foodcourts.
- The Georgian Room, op de 10e verdieping - Downtown Portland (gesloten in 2005 vanwege renovatiewerkzaamheden)
- The Aladdin Restaurant, op de 3e verdieping - Lloyd Center (gesloten in 1990 voor renovatie van Lloyd Center. Oude ruimte is nu food court in winkelcentrum)
- The Homestead Restaurant, op de 2e verdieping - Vancouver Mall (gesloten in 2002 vanwege aanstaande uitbreiding van de winkel)
- The Valley Room Restaurant, op de 2e verdieping - Washington Square (gesloten in 1981 vanwege uitbreiding van de winkel)
- The Oregon Room, op de begane grond - Salem, Oregon (gesloten in 1998 vanwege uitbreiding van de winkel)
- The Rotunda, op de 2e verdieping - Valley River Center, Eugene, Oregon